# Мбомбела (стадіон)
«Мбомбела» (англ. Mbombela Stadium) — стадіон у Мбомбелі, ПАР. Місткість стадіону — 43 589. Стадіон обрано для проведення матчів чемпіонату світу з футболу 2010. На арені відбулися чотири матчі групового раунду.